# Harbor Springs
Harbor Springs is een plaats (city) in de Amerikaanse staat Michigan, en valt bestuurlijk gezien onder Emmet County.

## Demografie
Bij de volkstelling in 2000 werd het aantal inwoners vastgesteld op 1567.
In 2006 is het aantal inwoners door het United States Census Bureau geschat op 1571, een stijging van 4 (0,3%).

## Geografie
Volgens het United States Census Bureau beslaat de plaats een oppervlakte van
3,4 km², geheel bestaande uit land. Harbor Springs ligt op ongeveer 180 m boven zeeniveau.

## Plaatsen in de nabije omgeving
De onderstaande figuur toont nabijgelegen plaatsen in een straal van 28 km rond Harbor Springs.